# Charanga
Charanga ist die Bezeichnung eines Ensembles, das bestimmte Formen kubanischer Tanzmusik spielt. In den 1940er Jahren waren Charangas besonders populär und stark vom Son beeinflusst.
Die erste Charanga bildete sich Anfang des zwanzigsten Jahrhunderts um Antonio María Romeu. Leichtere und schnellere Versionen des Danzón werden ohne Bläsersatz und mit starker Betonung von Geige, Flöte und Piano gespielt. In den 1930er Jahren spielten der Flötist Antonio Arcaño und sein Orchester Las Maravillas in Havanna eine große Rolle. In den 1950er Jahren waren Charangas an der Entwicklung und Verbreitung des Cha Cha Cha beteiligt.
Die Charanga a la francesa (auf französische Art), entwickelt aus dem Orquesta Típica, besteht aus zwei Geigen, einer Flöte und einer erweiterten Rhythmusgruppe, nämlich Piano, Bass und Perkussionsinstrumenten, darunter Timbales.

## Weblink
- Charanga: Then and Now. Archiviert vom Original am 22. Dezember 2008; abgerufen am 5. September 2024 (englisch).